# Шлагинтвейт, Герман фон
Герман фон Шлагинтвейт-Закуньлуньский (нем. Hermann von Schlagintweit; 13 мая 1826, Мюнхен — 19 января 1882, там же) — баварский исследователь и путешественник, барон (с 1866).

## Биография
Сын офтальмолога Йозефа Шлагинтвейта (1792—1854). Старший брат Адольфа (1829—1857) и Роберта Шлагинтвейтов (1833—1885), которые сопровождали его в его путешествиях.
В 1846-48 занимался вместе с братьями физико-географическими и геологическими исследованиями Альп. Результаты были обобщены в работе «Исследования по физической географии Альп» (Лейпциг, 1850). После этого получил место преподавателя в Берлинском университете.
Затем, по поручению Александра фон Гумбольдта, братья отправились в путешествие в Индию. Из Индии братья отправились в лежащие к северу от нее горы, посетили Кашмир, Ладакх, Балтистан, Кашгар и Куньлунь. Один из братьев, Адольф, был казнён в Кашгаре местным правителем, заподозренный в шпионаже в пользу Китая. Остальные двое вернулись на родину с 46 томами рукописей, 38 томами метеорологических наблюдений, 752 рисунками и акварелями и коллекциями из 14 000 предметов и образцов.
Достижения братьев были высоко оценены современниками. Герман фон Шлагинтвейт стал членом немецкой академии Леопольдина и Баварской академии наук. 
За переход горного хребта Куньлунь (Герман вместе со своим братом Робертом был первым европейцем, перешедшим этот хребет), Герман фон Шлагинтвейт награждён Казанским литературным обществом, занимавшимся исследованием Центральной Азии, неофициальным почётным прозванием Закююлюнского (в современном написании: Закуньлуньского). Это почётное прозвание было утверждено за ним баварским правительством 24 ноября 1859 года в виде родовой фамилии, после чего он был возведён баварским королём в дворянское достоинство с фамилией фон Шлагинтвейт-Закюнлюнский. В 1866 году был возведён в баронское достоинство с титулом барон фон Шлагинтвейт.